# 莊吉生

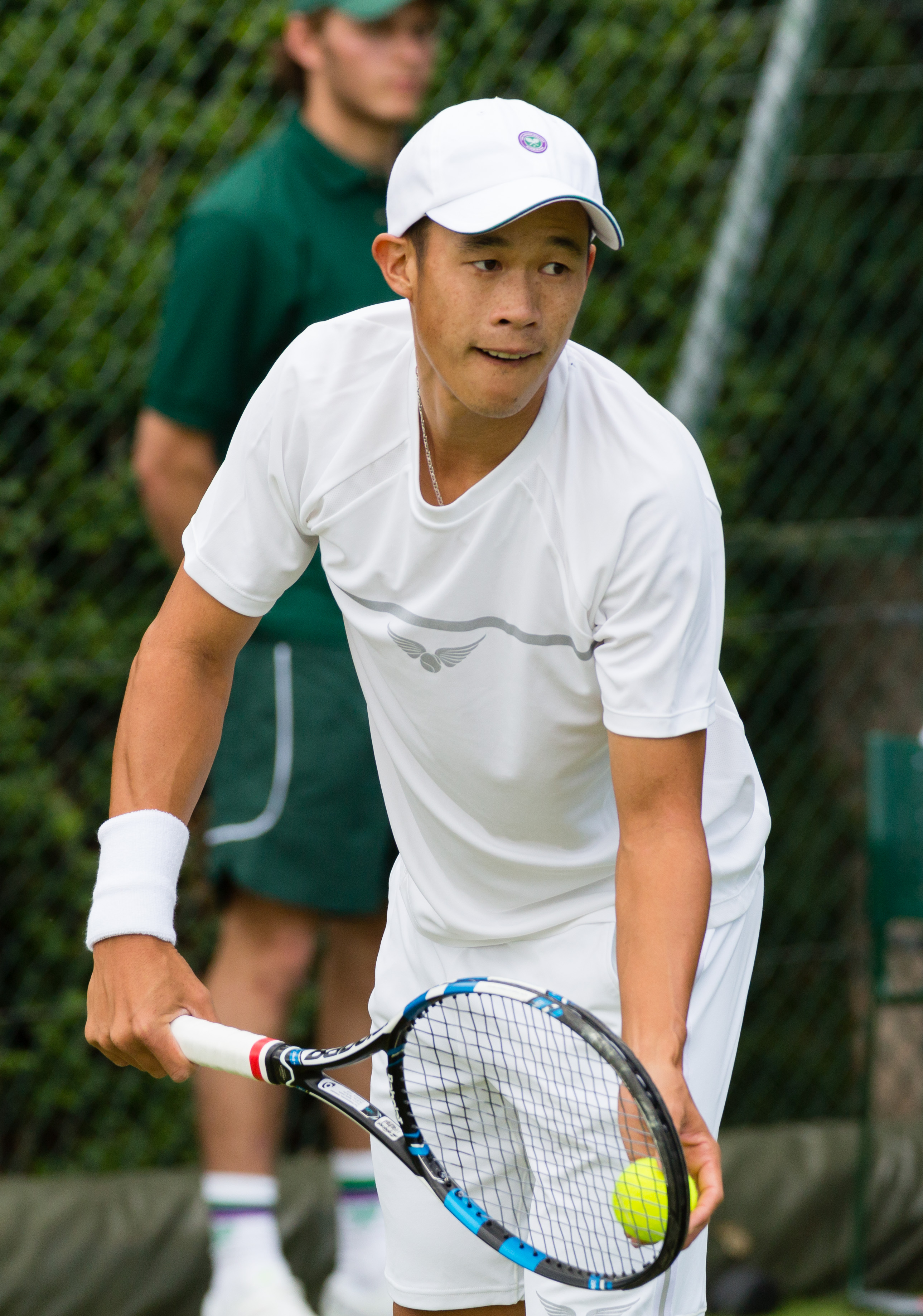
2015年

莊吉生（Jason Jung，1989年6月15日—）是一位於美國洛杉磯出生的台灣職業網球運動員，曾就讀密西根大學，後就讀國立彰化師範大學運動科學碩士班。於2017年8月放棄挑戰美國網球公開賽參賽資格的機會，並代表台灣參加世大運男子單打網球比賽，奪得金牌。職業排名最高曾來到 114 名，為台灣史上第三位進入溫布頓網球公開賽之男子單打選手。2019 年於紐約網球公開賽打敗第二種子 Frances Tiafoe 進入八強，2020 年又於同地點接連打敗 Kevin Anderson、Cameron Norrie、Reilly Opelka 後止步四強。

## 基本簡介
莊吉生出生於美國，四歲開始練習網球，青少年時就展露出卓越天份，畢業於密歇根大學政治系。莊吉生父母分別來自高雄和台南，自幼在家以台語為主，在外則是講英文。莊吉生在暑假期間和父母一起回台灣，青少年也在台灣比賽過，即使在洛杉磯出生長大，仍然在很多採訪中提到台灣對他來說就是根的所在地，並表示希望對台灣有所貢獻。
除了轉籍代表台灣參加世大運、亞運、台維斯杯及四大滿貫賽事之外，莊吉生同時積極協助台灣青少年網球員赴美訓練、讀書。經過其牽線成功赴美就讀的後輩中不乏有美國華盛頓州名校 University of Washington 及網球名校 University of Kentucky。
2015年時被記者詢問為什麼選擇轉籍台灣，這位加州男孩說得直率，「台灣比美國還要小很多，我希望能夠回來幫助台灣。大家都知道台灣有盧彥勳，但我希望讓更多人知道台灣、用網球帶來世界的更多關注。」。
2022年與同為台裔美籍的女友於洛杉磯舉辦婚禮，兩人現定居美國。

## 職業生涯
- 2016年，莊吉生在成都挑戰賽以一盤未失的情況下拿下冠軍，也是生涯第一座挑戰賽的單打冠軍。
- 2017年，莊吉生以28歲世大運最高年齡限制的情況下最後一次代表台灣出賽，出賽男子單打的比賽，最後6場比賽一盤未失的情況下幫助台灣打下繼2003年大邱世大運盧彥勳的男子單打金牌後第一面男子單打的金牌，也幫助台灣在積分加總後而外獲得一面男子團體的金牌。
- 2018年，溫布頓網球錦標賽男子單打會外賽，莊吉生首輪及第二輪分別擊敗塞爾維亞選手尼古拉·米洛伊維奇（Nikola Milojević）及瑞士選手亨利·拉克索寧，第三輪對上義大利選手托馬斯·法比亞諾苦戰四盤仍舊吞敗而無緣晉級會內賽，英國選手安迪·莫瑞因傷退賽，莊吉生得以替補挑戰溫網會內賽，同時也是首次進入會內賽[2][3][4][5]。然而，會內賽首輪對上法國選手伯諾瓦·帕爾雷被直落三擊敗，止步首輪[6]。
- 2019年8月19日，莊吉生於ATP挑戰賽溫哥華站獲得亞軍[7]。

2023年9月，莊吉生和許育修搭檔於2022年亞洲運動會為台灣奪得首面網球男子雙打金牌。

### 單打（5－8）
| 圖例                |
| ------------------- |
| 大滿貫 (0)          |
| ATP 大師賽 (0)      |
| ATP 巡迴賽 (0)      |
| 挑戰賽 (4冠4亞)     |
| ITF 未來賽 (3冠6亞) |

| 結果 | 排名 | 日期           | 賽事                 | 硬地/紅土地 | 對手                   | 分數              |
| ---- | ---- | -------------- | -------------------- | ----------- | ---------------------- | ----------------- |
| 冠軍 | 1.   | 2012年7月21日  | 美國 F21 ( 戈弗雷 )  | 硬地        | Cesar Ramirez          | 2–6, 7–5, 6–2     |
| 亞軍 | 2.   | 2013年5月19日  | 中國 F4              | 硬地        | 柏衍                   | 3–6, 2–4 (ret.)   |
| 冠軍 | 3.   | 2013年8月11日  | 美國 F22             | 硬地        | Dimitar Kutrovsky      | 6–2, 7–6(7–5)     |
| 亞軍 | 4.   | 2013年9月8日   | 加拿大 F7            | 紅土地      | Peter Polansky         | 1–6, 1–6          |
| 亞軍 | 5.   | 2014年3月23日  | 美國 F9              | 硬地        | 馬科斯·吉隆            | 4–6, 6–4, 4–6     |
| 亞軍 | 6.   | 2014年11月30日 | 泰國 F10             | 硬地        | Danai Udomchoke        | 3–6, 4–6          |
| 亞軍 | 7.   | 2015年1月11日  | 美國 F2 ( 洛杉磯 )   | 硬地        | 米切爾·克魯格          | 1–6, 2–6          |
| 冠軍 | 8.   | 2015年4月19日  | 美國 F13 ( 小石城 )  | 硬地        | Darian King            | 6–3, 4–6, 6–4     |
| 亞軍 | 9.   | 2015年4月26日  | 瓜達拉哈拉           | 硬地        | 拉傑夫·拉姆            | 1–6, 2–6          |
| 亞軍 | 10.  | 2016年6月26日  | 加拿大 F3 ( 里士滿 ) | 硬地        | 彼得·波蘭斯基          | 1–6, 4–6          |
| 冠軍 | 11.  | 2016年8月7日   | 成都                 | 硬地        | 魯本·拉米雷斯·伊達爾戈 | 6–4, 6–2          |
| 亞軍 | 12.  | 2016年9月12日  | 上海                 | 硬地        | 亨利·拉克索寧          | 3–6, 3–6          |
| 冠軍 | 13.  | 2017年9月10日  | 張家港               | 硬地        | 張澤                   | 6–4, 2–6, 6–4     |
| 冠軍 | 14.  | 2018年2月11日  | 舊金山               | 硬地        | 多米尼克·克普費爾      | 6–4, 2–6,7-6(7-5) |
| 亞軍 | 15.  | 2018年7月14日  | 溫內特卡             | 硬地        | 葉夫根尼·卡羅維斯基    | 3–6, 2–6          |
| 亞軍 | 16.  | 2018年9月9日   | 張家港               | 硬地        | 內山靖崇               | 2–6, 2–6          |
| 冠軍 | 17.  | 2019年5月19日  | 光州                 | 硬地        | 杜迪·塞拉              | 6–4, 6–2          |
| 亞軍 | 18.  | 2019年8月18日  | 溫哥華               | 硬地        | 里查達斯·貝蘭基斯      | 3–6, 7–5, 4–6     |

### 雙打
| 圖利                |
| ------------------- |
| 大滿貫 (0)          |
| ATP 大師賽 (0)      |
| ATP 巡迴賽 (0)      |
| ATP 挑戰賽 (2冠1亞) |
| ITF 未來賽 (7冠1亞) |

| 結果 | 排名 | 日期           | 賽事                 | 硬地/紅土地 | 搭檔               | 對手                              | 分數                      |
| ---- | ---- | -------------- | -------------------- | ----------- | ------------------ | --------------------------------- | ------------------------- |
| 冠軍 | 1.   | 2012年8月19日  | 加拿大 F5            | 硬地        | 埃文·金            | Kamil Pajkowski Milan Pokrajac    | 6—4,6—2                   |
| 冠軍 | 2.   | 2012年11月11日 | 美國 F31             | 紅土地      | Ryan Thacher       | Artem Sitak 安德烈·瓦西列夫斯基   | 7—5,6—2                   |
| 冠軍 | 3.   | 2012年12月9日  | 香港 F1              | 硬地        | Ryan Thacher       | Victor Baluda 葉夫根尼·卡羅維斯基 | 6—1,6—1                   |
| 冠軍 | 4.   | 2013年5月4日   | 韓國 F1              | 硬地        | Daniel Nguyen      | Hong Chung Sang-Woo Noh           | 7—5,6—1                   |
| 冠軍 | 5.   | 2013年9月14日  | 加拿大 F8            | 硬地        | 埃文·金            | Peter Polansky Milan Pokrajac     | 7—5,6—2                   |
| 冠軍 | 6.   | 2014年1月18日  | 美國 F2              | 紅土地      | 埃文·金            | 威廉·布隆伯格 Frances Tiafoe      | 6—7(4—7),6—4,[10—6]       |
| 亞軍 | 7.   | 2014年1月25日  | 美國 F3              | 紅土地      | 埃文·金            | Markus Eriksson Milos Sekulic     | 7—6(7—5),6—7(4—7),[15—17] |
| 亞軍 | 8.   | 2014年6月22日  | 天津                 | 硬地        | 埃文·金            | Robin Kern Josselin Ouanna        | 7—6(7—3),5—7,[8—10]       |
| 冠軍 | 9.   | 2016年5月22日  | 曼谷 (3)             | 硬地        | 陳迪               | Dean O'Brien Ruan Roelofse        | 6–4,3—6,[10—8]            |
| 冠軍 | 10.  | 2016年7月3日   | 加拿大 F4 ( 基洛納 ) | 硬地        | John Paul Fruttero | Jarryd Chaplin 班·麥克拉克蘭      | 6–4,7—6(7—4)              |
| 冠軍 | 11.  | 2016年1月30日  | Maui                 | 硬地        | Dennis Novikov     | Alex Bolt Frank Moser             | 6–3, 4–6, [10–8]          |

## 外部連結
- 莊吉生在Association of Tennis Professionals（英语）
- 莊吉生在International Tennis Federation（英语）
- 莊吉生在Davis Cup（英语）
- 莊吉生在tennisabstract.com（英语）
- 莊吉生在ESPN（英语）
- 莊吉生的Facebook專頁
- 莊吉生的X（前Twitter）
- 莊吉生的Instagram帳戶